# Реймънд Фишър
 Реймънд Уодамс Фишър или Фишер (на английски: Raymond Wadhams Fisher) е британски офицер, авантюрист, македоно-одрински опълченец.

## Биография

### Бурска война и учителстване
Реймънд Фишър е роден през 1882 година в Кинетън, графство Уорикшър, Англия, в семейството на Джоузеф Фишер. Живее в Стратфорд на Ейвън. Учи в Училище „Крал Едуард VI“ в Стратфорд. Едва осемнадесетгодишен, участва във Втората бурска война с Имперските йомени в състава на британската армия. Награден е с Медала на краля на Южна Африка и с дипломатическа значка.
След завръщането си от Южна Африка пътува много и учи езици. През 1904 – 1905 година е учител по чужди езици в езиковото училище „Берлиц“ в Есен. След което е кореспондент във Франция, Германия, България, Унгария, Холандия и Канада.

### Балкански войни
През 1912 година Фишър работи в България и при избухването на Балканската война се записва доброволец в Македоно-одринското опълчение, зачислен е в Нестроевата рота на 6-а охридска дружина, а по-късно е в щаба на 5-а одринска дружина. Фишър е единственият англичанин в Опълчението. Фишър се представя за журналист и заедно с балканския кореспондент на „Таймс“ посещава различните части, участващи във войната, и изпраща много доклади за английската преса. Дружината на Фишър пресича границата на 31 октомври 1912 година В битката при Балкан Тореси на 6 ноември е начело на ротата си и е ранен в устата. През декември 1912 година е назначен за почетен адютант на дружината. Участва в отблъскването на десанта при Шаркьой. За проявена храброст на 7 април 1913 година е произведен в старши подофицер.
Фишър участва и в последвалата Междусъюзническа война. Сражава се при Султан тепе. В сражението при Повиен над Цера той е начело на малък отряд, който в ожесточена щикова атака на 6 юли атакува и разбива сръбските позиции и овладява пръв върха. При Повиен е ранен в крака. Носител е на орден „За храброст“ IV степен и „Свети Александър“. На 26 септември 1913 година е произведен в подпоручик. Фишър, който участва в 21 похода, 9 битки с османците и 8 със сърбите, е посрещнат като герой в София. Вестник „Утро“ излиза със статия за него, озаглавена „Смелият англичанин“. Статия за Фишър се появява и в „Български доброволец“.
Фишър представя данни на Международната комисия за разследване причините и провеждането на Балканските войни за събитията в Дедеагач при навлизането в града на български части по време на Балканската война, както и за опустошенията в български селища в Македония от страна на сръбската и на черноногорската армия.

### Първа световна война
Реймънд Фишър се завръща в Англия. В 1914 година се записва в британската армия и участва в Първата световна война. На 3 октомври 1914 година е зачислен в 10-и батальон на Кралските нортъмбърландски стрелци с чин лейтенант заради службата му в Южна Африка и на Балканите. Фишър е повишен в капитан през февруари 1915 година. На 25 август батальонът пристига в Булон, Франция. През септември влиза за пръв път в сражение при Байол, Фландрия. 
На 13 ноември Фишър е назначен за бригаден картечен офицер и отплава от Марсилия за „специални поръчки“ в Солун на борда на кораба „Аркадия“. В Солун се присъединява към 10-а дивизия на 31 декември. През октомври 1915 година България се намесва във войната на страната на Централните сили и така, по ирония на съдбата, Фишър застава срещу страната, за която е воювал. Капитан Фишър е командирован за специални поръчки като офицер от разузнаването към щаба на армията 7-о дивизионно разузнаване на Генералния щаб. През нощта на 13 срещу 14 септември той е в щаба на 22-ра дивизия, а след това в щаба на бригадата на юг от Мачуково в Дойранския участък и загива при български артилерийски обстрел.
Първоначално погребан във военното гробище в Смол. На 22 април 1919 година останките му са пренесени в Ругуновец и повторно погребани с пълни военни почести.
След смъртта му Михаил Копанов му посвещава стихотворение.